# 岡島清延
岡島 清延（おかじま きよのぶ、1971年6月30日 - ）は、東京都出身の元サッカー選手。現役時代のポジションはミッドフィルダー（ボランチ）。

## 来歴
読売クラブの下部組織で育ち、1986年には日本ジュニアユース代表に選出された経験を持つ。中央大学へ進学。同期に長谷部茂利、1学年上に沢田謙太郎・宮澤浩、1学年下に渡辺毅・奥原崇などがいたチームで3年生時（1992年）に大学選手権優勝を果たした。4年生時（1993年）には主将を務め、この年コーチとして赴任してきた大熊清からはボランチとしての戦術理解力を高く買われていた。
1994年に大学を卒業し、複数のJリーグクラブから獲得の打診を受ける中で最も熱心だった浦和レッドダイヤモンズへ入団。同年サントリーシリーズ第3節の対ジェフユナイテッド市原戦で先発し公式戦初出場を果たしたが、この試合ではDF田口禎則が前半中に2度の警告を受けて退場すると試合終盤に城彰二らの得点を許し敗戦。結局この年の出場は8試合に留まった。
1995年7月、東京ガスサッカー部（現・FC東京）へ移籍。攻撃に転じた際に逸早く前線のサポートに走る的確な判断力や、苦しい時間帯でもチームのために走れる献身性を発揮し、レギュラーとして活躍。強いプロ意識とリーダーシップでチームを上位へと押し上げた。1997年の天皇杯では、名古屋グランパス（3回戦）を相手に会心のプレーで先制点をアシストし、城が所属する横浜マリノス（4回戦）も撃破。準決勝にまで進出し、この大会をもって現役を引退した。
引退後は筑波大学大学院修士課程を経て、母校中央大学でコーチも務めた。

## 所属クラブ
- 読売ジュニア
- 読売ユース（東京都立三鷹高等学校）
- 中央大学学友会サッカー部
- 1994年-1995年7月 浦和レッドダイヤモンズ
- 1995年7月-1997年 東京ガスサッカー部

## 個人成績
| 国内大会個人成績 | 国内大会個人成績 | 国内大会個人成績 | 国内大会個人成績 | 国内大会個人成績 | 国内大会個人成績 | 国内大会個人成績 | 国内大会個人成績 | 国内大会個人成績 | 国内大会個人成績 | 国内大会個人成績 | 国内大会個人成績 |
| 年度             | クラブ           | 背番号           | リーグ           | リーグ戦         | リーグ戦         | リーグ杯         | リーグ杯         | オープン杯       | オープン杯       | 期間通算         | 期間通算         |
| 年度             | クラブ           | 背番号           | リーグ           | 出場             | 得点             | 出場             | 得点             | 出場             | 得点             | 出場             | 得点             |
| 日本             | 日本             | 日本             | 日本             | リーグ戦         | リーグ戦         | リーグ杯         | リーグ杯         | 天皇杯           | 天皇杯           | 期間通算         | 期間通算         |
| ---------------- | ---------------- | ---------------- | ---------------- | ---------------- | ---------------- | ---------------- | ---------------- | ---------------- | ---------------- | ---------------- | ---------------- |
| 1993             | 中大             |                  | -                | -                | -                | -                | -                | 2                | 0                | 2                | 0                |
| 1994             | 浦和             | -                | J                | 8                | 0                | 0                | 0                | 0                | 0                | 0                | 0                |
| 1995             | 浦和             | -                | J                | 0                | 0                | -                | -                | 0                | 0                | 0                | 0                |
| 1995             | 東京ガス         | 17               | 旧JFL            | 15               | 1                | -                | -                | 1                | 0                | 16               | 1                |
| 1996             | 東京ガス         | 17               | 旧JFL            | 26               | 3                | -                | -                | 3                | 0                | 29               | 3                |
| 1997             | 東京ガス         | 17               | 旧JFL            | 19               | 3                | -                | -                | 6                | 1                | 25               | 4                |
| 通算             | 日本             | 日本             | J                | 8                | 0                | 0                | 0                | 0                | 0                | 8                | 0                |
| 通算             | 日本             | 日本             | 旧JFL            | 60               | 7                | -                | -                | 10               | 1                | 70               | 8                |
| 通算             | 日本             | 日本             | 他               | -                | -                | -                | -                | 2                | 0                | 2                | 0                |
| 総通算           | 総通算           | 総通算           | 総通算           | 68               | 7                | 0                | 0                | 12               | 1                | 80               | 8                |